# Neocalyptis liratana
Neocalyptis liratana es una especie de polilla del género Neocalyptis, categorizada en la tribu Archipini, de la subfamilia Tortricinae.

## Distribución
Se distribuye por Rusia.

## Taxonomía
Fue descrita por Christoph en 1881 y publicada en (Tortrix), Bull. Soc. Imp. Nat. Moscou 56(1): 68.